# Geiersberg
Geiersberg là một đô thị thuộc huyện Ried im Innkreis thuộc bang Oberösterreich, Áo. Đô thị Geiersberg có diện tích 5,5 km², dân số thời điểm năm 2006 là 549 người.